# Marat Bikmayev
Marat Bikmayev (Tashkent, 1º gennaio 1986) è un ex calciatore uzbeko, di ruolo attaccante.

## Carriera

### Club
Ha giocato nei campionati uzbeko, russo e kazako.

### Nazionale
Ha esordito in nazionale nel 2004.

## Statistiche

### Cronologia presenze e reti in nazionale
| Cronologia completa delle presenze e delle reti in nazionale ― Uzbekistan | Cronologia completa delle presenze e delle reti in nazionale ― Uzbekistan | Cronologia completa delle presenze e delle reti in nazionale ― Uzbekistan | Cronologia completa delle presenze e delle reti in nazionale ― Uzbekistan | Cronologia completa delle presenze e delle reti in nazionale ― Uzbekistan | Cronologia completa delle presenze e delle reti in nazionale ― Uzbekistan | Cronologia completa delle presenze e delle reti in nazionale ― Uzbekistan | Cronologia completa delle presenze e delle reti in nazionale ― Uzbekistan |
| Data                                                                      | Città                                                                     | In casa                                                                   | Risultato                                                                 | Ospiti                                                                    | Competizione                                                              | Reti                                                                      | Note                                                                      |
| ------------------------------------------------------------------------- | ------------------------------------------------------------------------- | ------------------------------------------------------------------------- | ------------------------------------------------------------------------- | ------------------------------------------------------------------------- | ------------------------------------------------------------------------- | ------------------------------------------------------------------------- | ------------------------------------------------------------------------- |
| 9-1-2019                                                                  | Sharjah                                                                   | Uzbekistan                                                                | 2 – 1                                                                     | Oman                                                                      | Coppa d'Asia 2019 - 1º turno                                              | -                                                                         | 83’                                                                       |
| 17-1-2019                                                                 | al-'Ayn                                                                   | Giappone                                                                  | 2 – 1                                                                     | Uzbekistan                                                                | Coppa d'Asia 2019 - 1º turno                                              | -                                                                         | 70’                                                                       |
| 21-1-2019                                                                 | al-'Ayn                                                                   | Australia                                                                 | 0 – 0 dts (4-2 dtr)                                                       | Uzbekistan                                                                | Coppa d'Asia 2019 - Ottavi di finale                                      | -                                                                         | 104’                                                                      |
| Totale                                                                    |                                                                           | Presenze                                                                  | 3                                                                         |                                                                           | Reti                                                                      | 0                                                                         |                                                                           |

## Palmarès

### Club
- Campionato uzbeko: 4

Paxtakor: 2002, 2003, 2004
Lokomotiv Tashkent: 2016, 2017
- Coppa dell'Uzbekistan: 5

Paxtakor: 2002, 2003, 2004
Lokomotiv Tashkent: 2014, 2016
- Supercoppa dell'Uzbekistan: 1

Lokomotiv Tashkent: 2015
- Campionato kazako: 1

Aqtöbe: 2013

### Individuale
- Capocannoniere del campionato uzbeko: 1

2017 (27 gol)